# Штихель

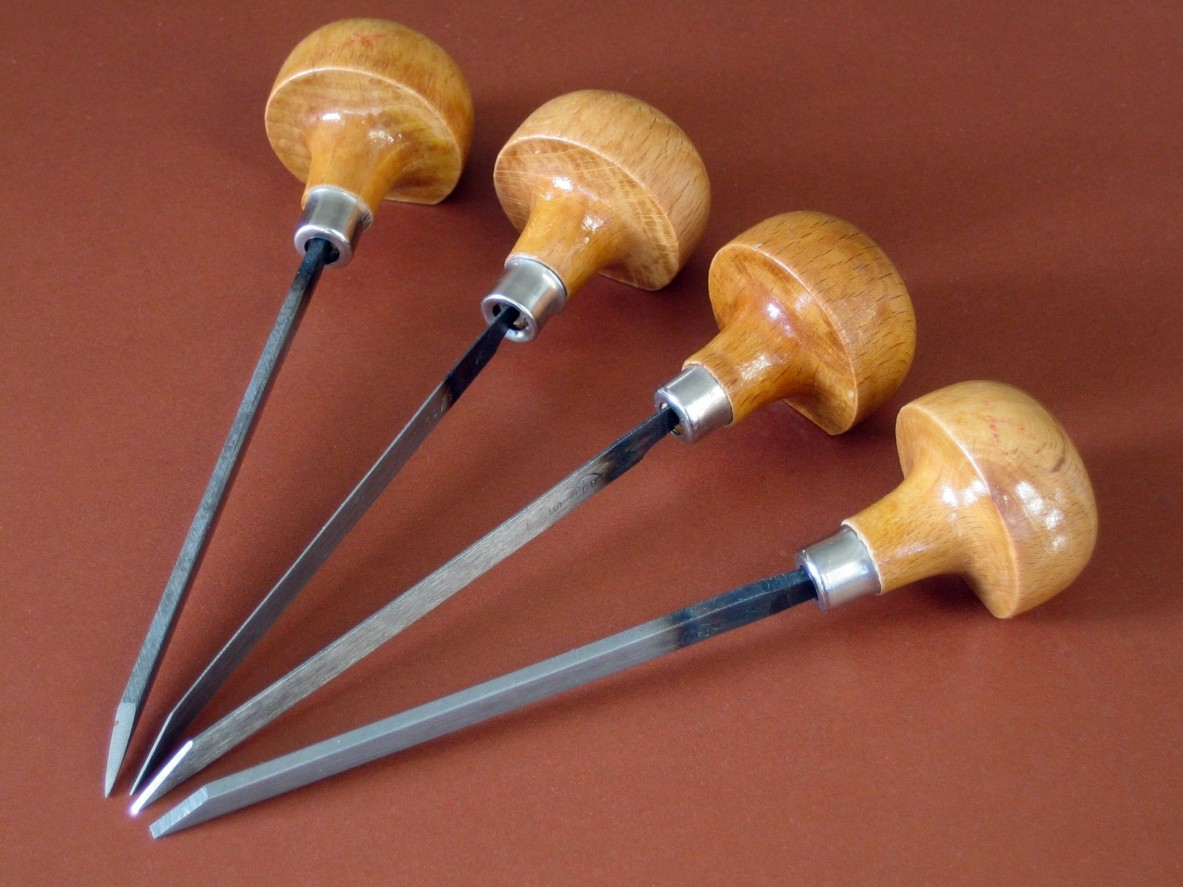
Штихелі

Шти́хель, різець (нім. stichel — різець) — різальний інструмент, стальний різець, що використовується в ювелірній справі. Технологічний процес нанесення малюнка на ювелірний виріб за допомогою штихеля називається - гравіюванням. Ювелірне гравіювання поділяється на двовимірне, тобто нанесення малюнка на площину (гравіювання під глянець) і обронне, або тривимірне — створення рельєфного малюнка або тривимірного виробу. Відповідно тривимірне гравіювання поділяється на випукле і заглиблене.
Інструмент застосовується при роботі з металом, деревом, кісткою, каменем, шкірою тощо. Являє собою тонкий сталевий стрижень, довжиною близько 120 мм, один кінець якого зрізаний під кутом і загострений. Іншим кінцем вставляється в ручку, пластикову або дерев'яну, грибоподібної або округлої форми. Штихелі виготовляють, зазвичай, з інструментальної вуглецевої сталі типу У8, У10, У12 і піддають термічній обробці, іноді застосовують і леговані сталі марок ХВГ, ХВ5, Р18. Як матеріал для виготовлення штихеля можуть застосовувати поковки  з обойм кулькових підшипників.
При роботі інструмент поступальним рухом знімає з поверхні тонку стружку і залишає борозни-лінії. Глибина і ширина одержуваних борозен залежать від сили натиску, що прикладається при роботі і поперечного перетину (профілю) штихеля. Велике значення має кут загострення штихеля, який повинен становити 45°. Якщо кут загострення буде меншим, штихель буде переміщатися з ривками, а при більшому куті заточування — проковзувати по металу.
За призначенням інструмент можна класифікувати на:
- мессерштихель (прорізний), використовується для вирізання волосяних ліній великої глибини;
- шпіцштихель (вирізний), відрізняється від прорізного опуклістю бокових поверхонь;
- болштихель (радіусний), використовується для чистового оброблення та нанесення написів;
- флахштихель (плоский), використовується для нанесення широких заглибин, плоского перерізу та ін.